# Doss Trento
Il Doss Trento (Dòs Trènt in dialetto trentino) è una piccola collina che sorge sulla riva idrografica destra del fiume Adige nel quartiere di Piedicastello del capoluogo trentino.

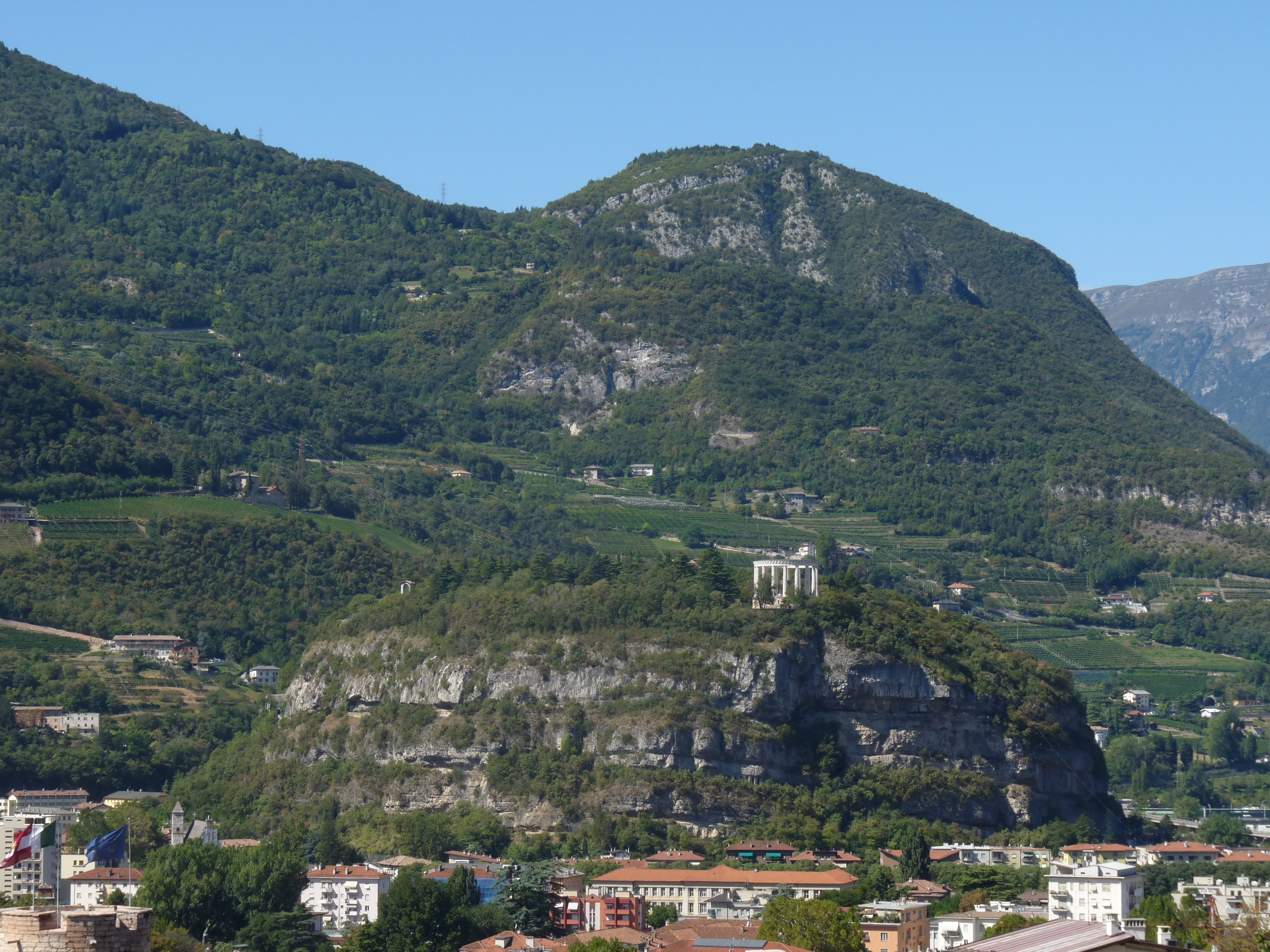
Il Doss Trento visto da est con il mausoleo di Cesare Battisti posto sulla sommità, ben visibile dalla città

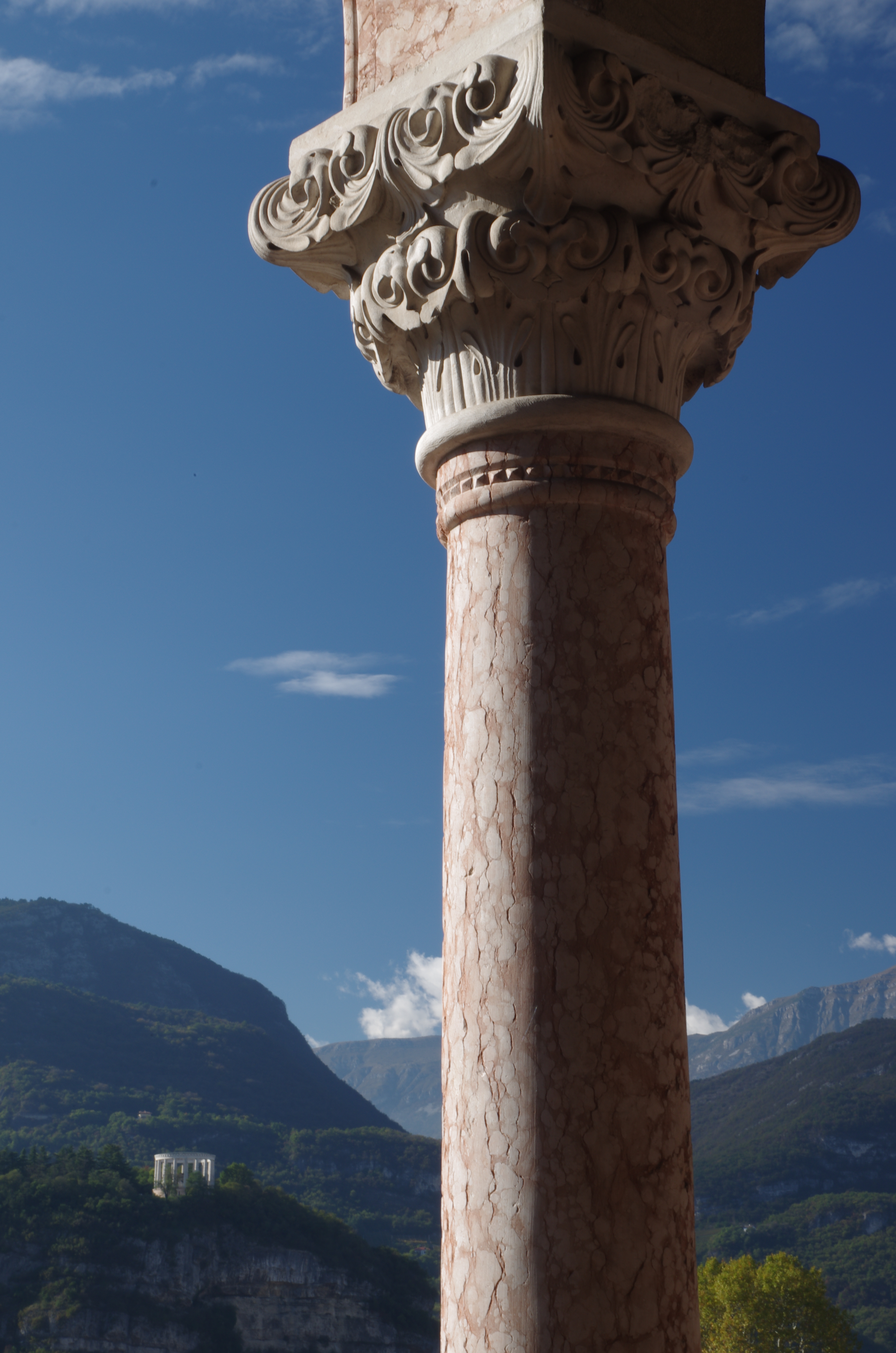
Il Doss Trento visto dal castello del Buonconsiglio da est con il mausoleo di Cesare Battisti

Si tratta di uno sperone che nel suo punto più elevato raggiunge i 307 m s.l.m., elevandosi di oltre cento metri rispetto al piano del fondovalle, ed è ricoperto da 8 ettari di foresta.
Assieme al Dosso di San Rocco e al Dosso Sant'Agata forma i "tre denti" dell'antica Tridentum romana.
Il Doss Trento è stato ritratto nel 1495 dal pittore Albrecht Dürer nell'acquerello Trintperg.

## Nome
Il nome originario del Doss Trento è Monte Verruca. Si tratta di un nome assegnato dai coloni romani che ricorda la strana forma del monte che, se osservato dall'alto, assomiglia proprio ad una verruca. I romani diedero tale nome presumibilmente osservando il monte dalla località di Sardagna, dalla quale si ha una chiara visione della particolare conformazione collinare.
A tal proposito, in una delle lettere che Flavio Magno Aurelio Cassiodoro scrisse per conto di Teodorico il Grande si parla, senza indicarne esplicitamente il luogo, se non che vi scorre l'Adige, di un Verruca castellum la cui descrizione è generalmente accettata essere quella del Doss Trento, pur non essendovi prove conclusive in merito.
(Flavio Magno Aurelio Cassiodoro, Universis gothis et romanis circa Verrucas castellum consistentibus Theodericus Rex in Variarum libri duodecim)
Paolo Diacono, nel terzo libro della Historia Langobardorum fa riferimento al Ferruge, corruzione barbarica di Verruca, in cui i cittadini di Trento si ritrovarono assediati.
Altri nomi usati nel corso dei secoli per riferirsi alle fortificazioni sul colle (o forse al colle in sé, in quanto fortezza naturale) furono Castrum Tridentinum (1208), Castrum Trentum e Castrum Trenti (1280), Castel Trento (1302), Casteltrentum e Castrumtrentum (1339), mentre per riferirsi al dosso in sé furono Dossum de Tridento (1216), Dossum Casteltrenti (1339), Dorsum Tridenti (1427), Mons dictus Castel Trent (1559).

## Formazione
Dal punto di vista geologico, il Doss Trento rientra in un paesaggio risultante dal modellamento dei cicli glaciale/postglaciale quaternari, con riguardo all'ultima e più profonda esarazione operata dal ghiacciaio Würmiano nella Valle dell'Adige.
La particolare morfologia, che lo rende un rilievo separato dal Monte Bondone, è spiegabile per erosione del flusso glaciale e in seguito fluviale concentratasi in una zona di debolezza meccanica dovuta alla presenza di una faglia posta tra la Verruca e le pendici orientali del Monte Bondone stesso. Tale zona di deformazione pone tra l'altro alcuni problemi di stabilità del versante occidentale del rilievo.
È probabile che l'Adige, durante l'Olocene, abbia lambito le rocce eoceniche del Doss Trento erodendolo e provocandone l'attuale assetto a pareti verticali.
La piana alluvionale della Valle dell'Adige ha quota di circa 192 m s.l.m. mentre la Verruca si eleva fino a 308 m s.l.m.

## Storia e monumenti storici
Il Doss Trento fu interessato dalla presenza umana fin dalla preistoria.
Nel lato Nord-Est, in un riparo roccioso, furono ritrovati nel 1890 il cranio di un uomo adulto e i resti ossei di due bambini risalenti al Neolitico.

### La basilica paleocristiana

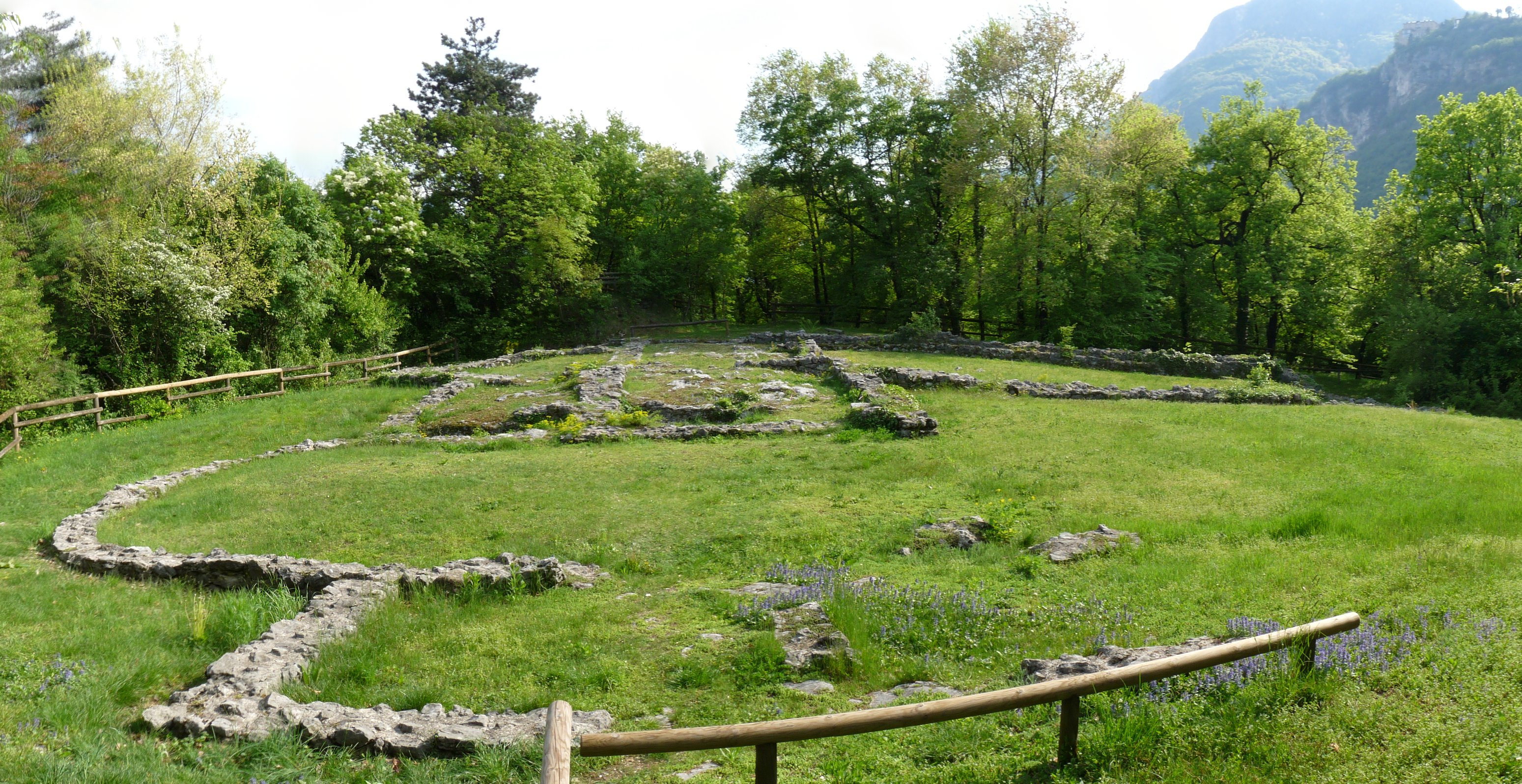
Resti della basilica paleocristiana. In primo piano il sacello absidato settentrionale

Pianta dei resti della basilica paleocristiana

Sul Doss Trento sono presenti i resti del perimetro di una basilica paleocristiana gemina (chiaro segno dell'importanza storica di questo monte per la città). È probabile che tale chiesa si sia insediata su un antico castelliere di età retica (utilizzato, e forse modificato, con molta probabilità dai Romani), dal quale taluni derivano il nome del sottostante quartiere di Piedicastello.
Nel sacello absidato settentrionale fu rinvenuto nel 1900 un mosaico a pavimento del secolo VI indicante la dedica ai santi Cosma e Damiano e la donazione dello stesso da parte del cantor Laurentius nel periodo del vescovo Eugippio, conservato nella collezione archeologica del Castello del Buonconsiglio.

### La guerra di successione spagnola

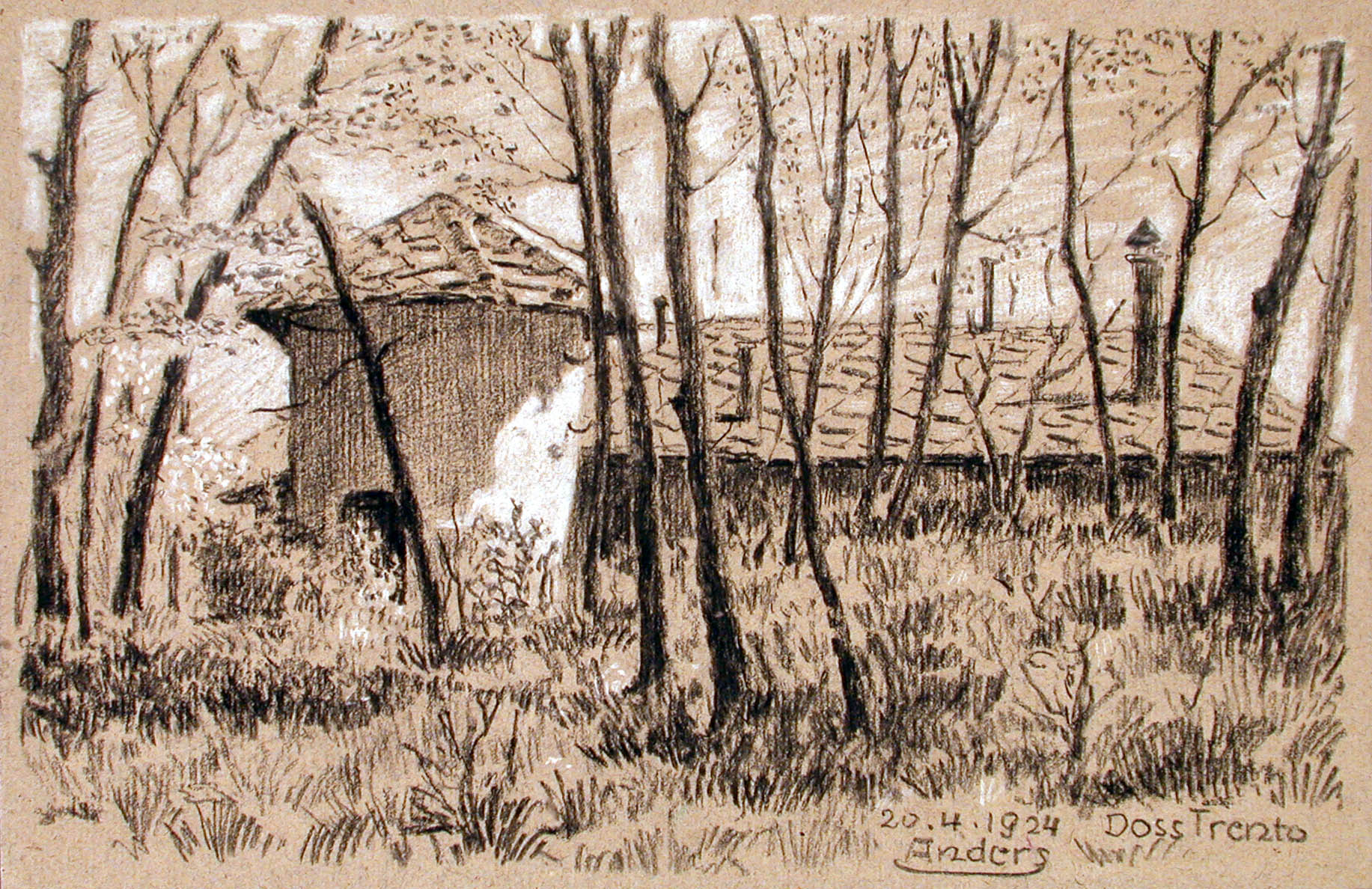
Disegno di Giuseppe Anders rappresentante il Doss Trento

Durante l'invasione del Trentino del 1703, nell'ambito della guerra di successione spagnola, le truppe del Generale Vendôme piazzarono l'artiglieria sul Doss Trento (e altrove) e bombardarono, dal 1º all'8 settembre, la città di Trento, sparando sulla città oltre 400 bombe.
La città resistette e Vendôme dovette ripiegare. L'aneddoto, oltre che essere riportato nelle cronache storiche del tempo, è immortalato in un acquerello conservato presso il Service Historique de l'Armée de Terre al castello di Vincennes a Parigi.

### Durante la Grande Guerra
Il Doss Trento faceva parte di quella imponente difesa eretta dagli austro-ungarici che era la Fortezza di Trento (Festung Trient). Si trattava di un vero e proprio campo trincerato a difesa del capoluogo. 
Il dosso, da sempre considerato baluardo alla città, fu riscoperto e riconsiderato dagli austro-ungarici quale ottimo punto di osservazione su tutta la vallata.
Il sistema fortificato del Doss Trento, realizzato in fasi diverse, comprendeva batterie a cielo aperto fronte sud-est, fronte nord e fronte ovest; una polveriera fortificata, una stazione per piccioni viaggiatori ed una caserma detta “Casa Nobile”.
Era previsto un armamento composto da:
- 4 cannoni da 12 cm M 61 K (batteria nord)
- 2 cannoni da 9 cm M 75 (batteria ovest), 4 cannoni da 15 cm M 80 (batteria est)
- 2 cannoni da 9 cm M 75 (batteria sud-est).

### Il mausoleo di Cesare Battisti

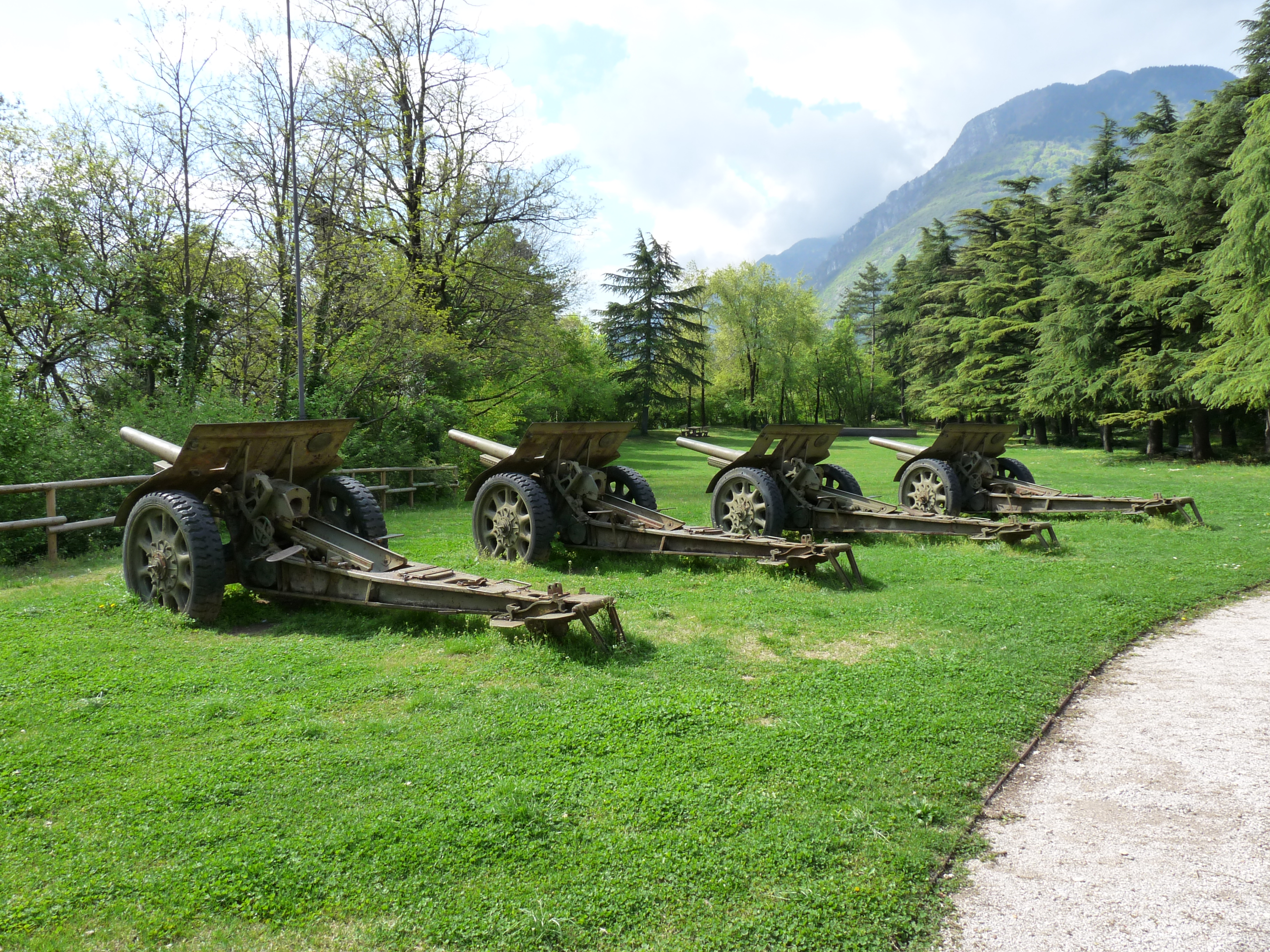
I 4 cannoni 105/28 della Batteria Battisti accanto al mausoleo

Sulla cima del Doss Trento è stato eretto nel 1935 un mausoleo dedicato all'irredentista Cesare Battisti, in cui sono conservate le spoglie, con una relativa mostra fotografica che ne racconta la storia. A fianco del mausoleo, puntati in direzione della città di Trento, sono collocati quattro cannoni modello 105/28, tra gli ultimi ancora in esistenza, facenti parte della cosiddetta "Batteria Battisti".

### LaStrada degli Alpini

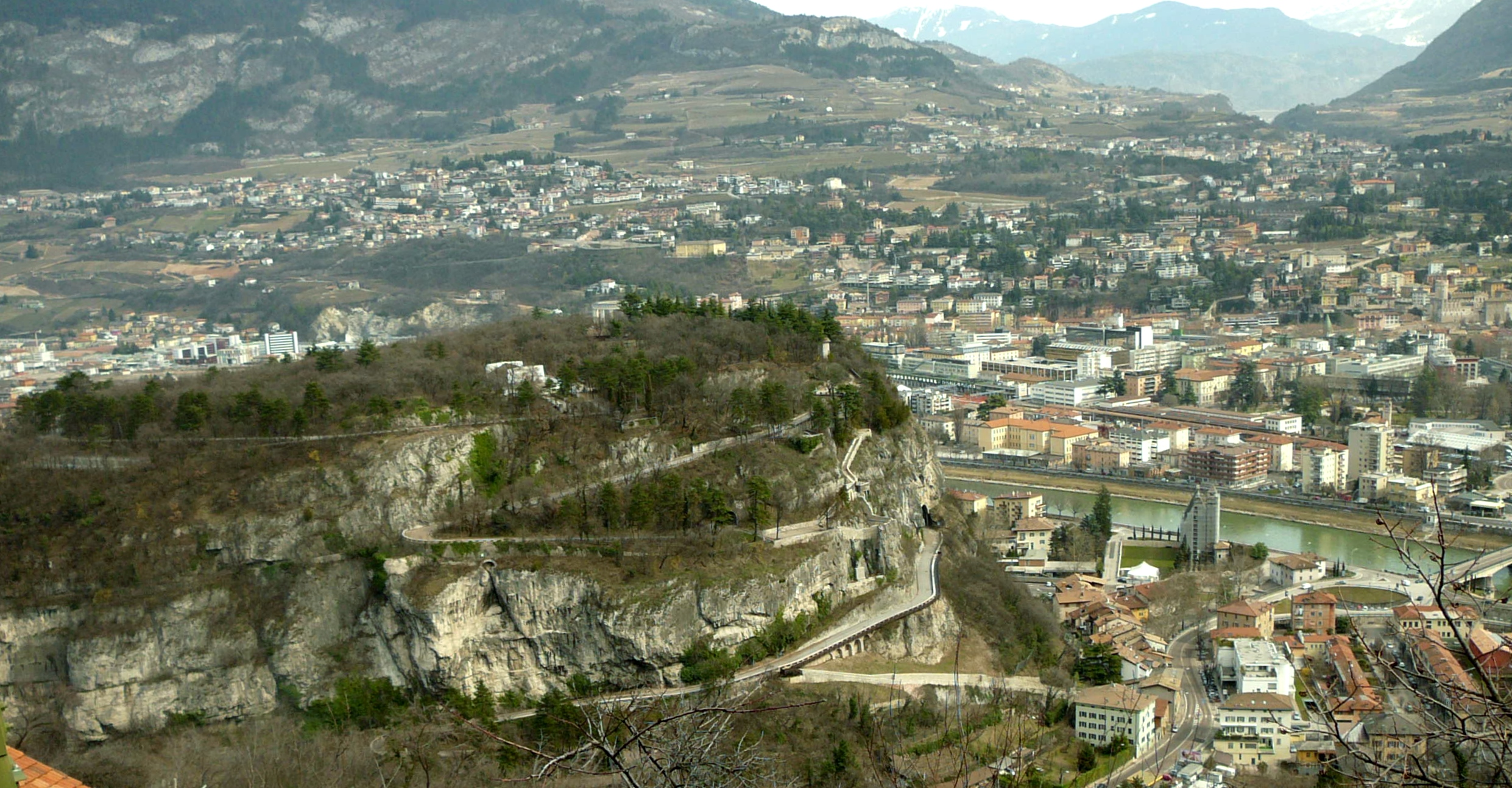
La Strada degli Alpini sul versante sudoccidentale. È visibile al centro la galleria

Nel settembre del 1938 venne costituito un comitato esecutivo per la costruzione sul Doss Trento della cosiddetta acropoli alpina (che prevedeva varie opere, realizzate solo in parte, tra cui un museo nazionale storico degli Alpini). Il comitato ordinò a tal fine la costruzione di una nuova strada d'accesso alla sommità del colle (poi detta appunto Strada degli Alpini): la progettazione fu demandata al municipio di Trento, e l'esecuzione ad un distaccamento di truppe provenienti dalle allora cinque divisioni alpine, che durante i lavori impegnò mediamente 270 unità, arrivando a superare le trecento unità nell'estate del 1942. 

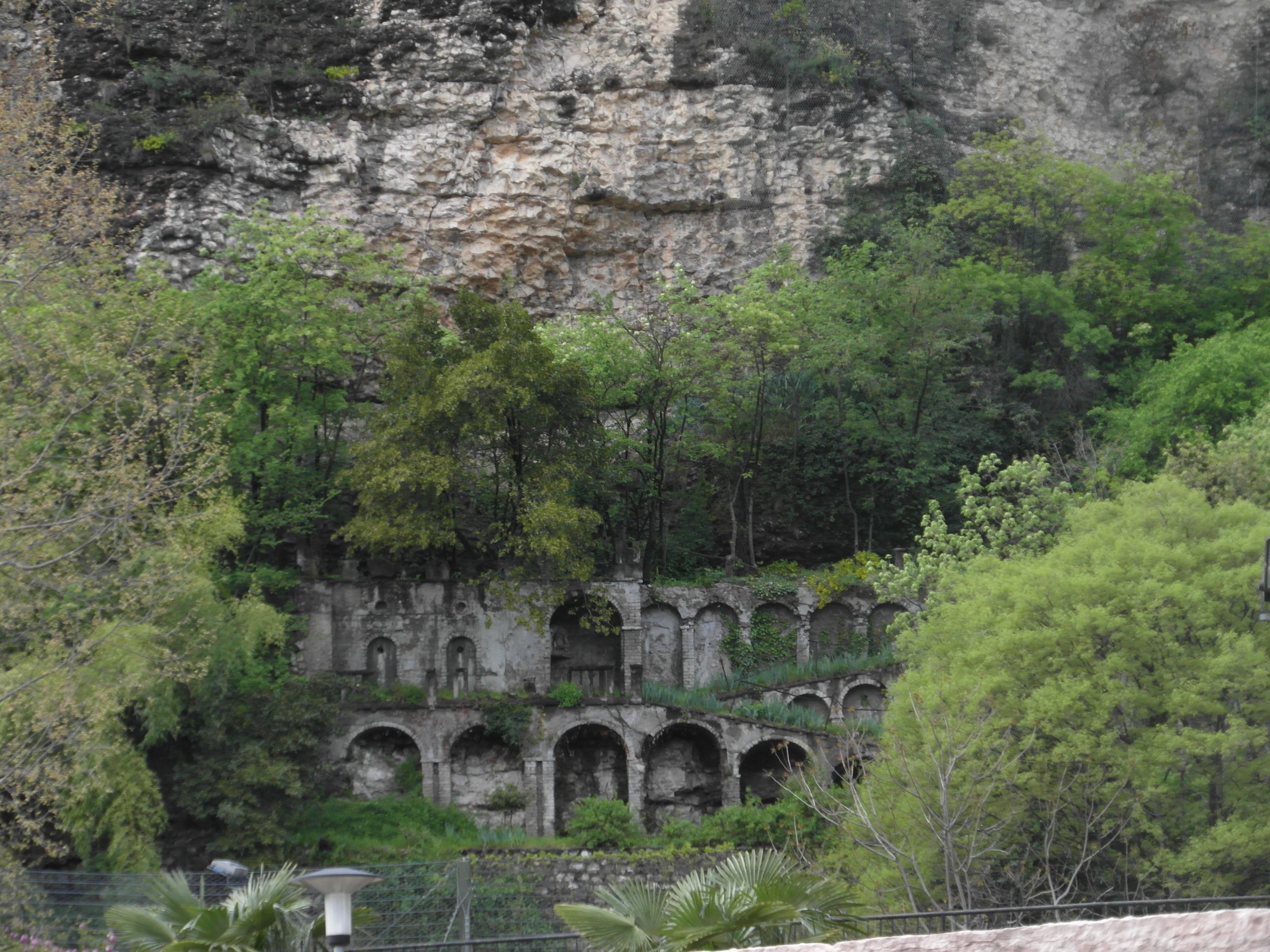
Un particolare del Doss sopra le Gallerie di Piedicastello

I lavori ebbero inizio l'8 gennaio 1940, e comprendevano anche la realizzazione di una galleria di alcune centinaia di metri che sale con un tornante all'interno della roccia, all'interno della quale è presente una cappella dedicata a santa Barbara. Il materiale per la costruzione proveniva inizialmente da una cava presso la frazione di Cadine, e successivamente anche dalla cava nella zona dei Solteri a Trento.
Nel corso della costruzione della strada che proviene dal quartiere di Piedicastello furono demolite una ex villa vescovile detta Casa Nobile del secolo XVII, una uccelliera nella parte occidentale e gran parte di una polveriera austriaca (la parte meridionale della polveriera, ristrutturata, è divenuta in seguito la sede del Museo Storico degli Alpini).
La cerimonia d'apertura della galleria si tenne il 23 agosto 1940, mentre l'inaugurazione ufficiale della strada si tenne il 5 luglio 1942. Congiuntamente alla strada furono realizzati anche i sentieri pedonali, con terrazze, scalinate rampe e che si inerpicano tra i tornanti fin sulla cima del colle, ed il piazzale delle Divisioni Alpine all'inizio della strada, avente sul lato nordoccidentale una serie di cinque aquile scolpite in pietra rappresentanti le allora cinque divisioni alpine.
Nell'estate del 1942 il distaccamento inoltre costruì sulle Dolomiti di Brenta la chiesetta del Redentore, dietro al rifugio Tommaso Pedrotti a 2491 metri di altezza, trasportando il materiale di costruzione a piedi e a dorso di mulo.

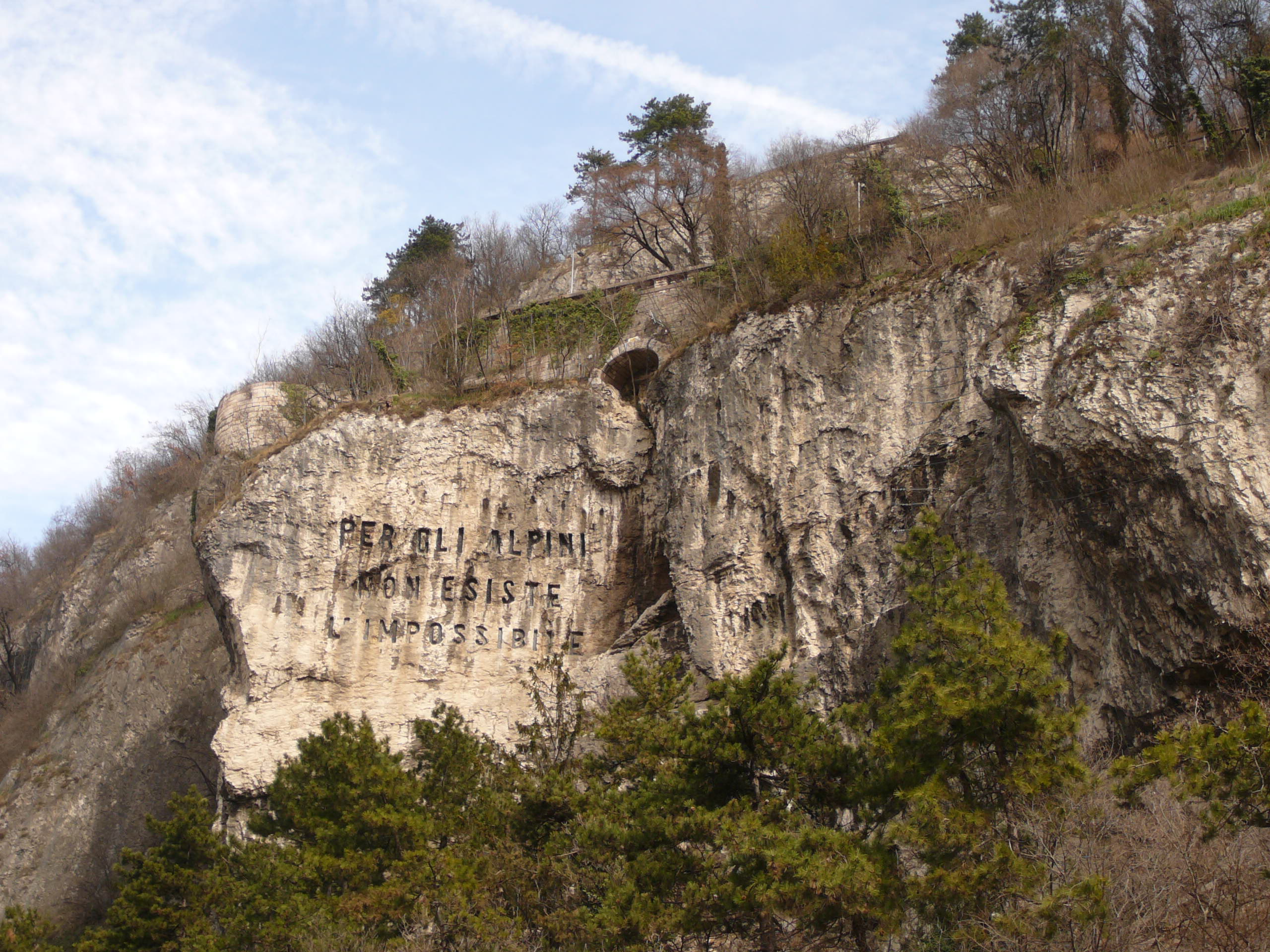
La scritta scolpita nella roccia: "PER GLI ALPINI NON ESISTE L'IMPOSSIBILE".

I lavori del distaccamento proseguirono con personale via via sempre più ridotto, a causa dell'inasprirsi della seconda guerra mondiale, fino al 9 settembre 1943, pochi giorni dopo il bombardamento di Trento da parte degli Alleati.
Nel corso dei lavori, su idea del capitano Cesare Paroldo, allora comandante del distaccamento, fu realizzata sulla parete occidentale la scritta nella roccia "Per gli Alpini non esiste l'impossibile", grazie ad un ingegnoso ponte mobile sospeso su cui gli scalpellini del distaccamento scolpirono a mano le lettere, alte 120 cm per una profondità di 20 cm. In origine la frase doveva essere il nuovo motto alpino di Mussolini "Per gli Alpini d'Italia non esiste l'impossibile", e le lettere avrebbero dovuto essere rifinite con fasce rifrangenti ed illuminate da un faro per essere visibili anche di notte, ma lo spazio disponibile sulla parete obbligò ad accorciare la frase, e gli attacchi aerei portarono a posticipare a data da destinarsi l'installazione delle fasce rifrangenti e del faro.

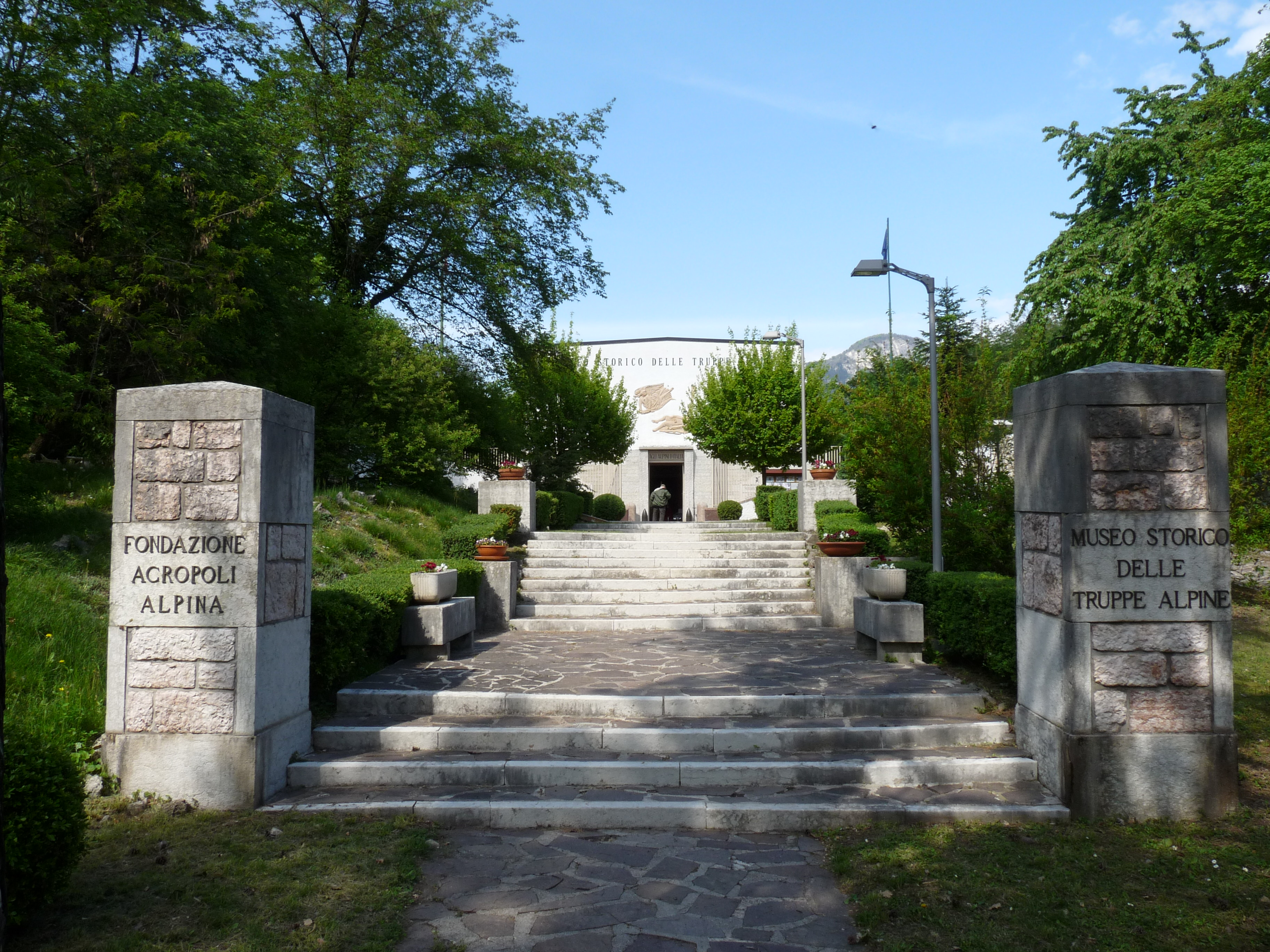
Il museo storico degli Alpini

### Il Museo Nazionale Storico degli Alpini
Ad omaggio del corpo militare degli Alpini il monte ospita anche il Museo Nazionale Storico degli Alpini. Nato su iniziativa della Legione trentina (Associazione volontari della Grande Guerra), venne ultimato nel 1958 per il quarantesimo anniversario della fine della prima guerra mondiale. Occupa gli spazi di un'ex polveriera austriaca donata dal Comune di Trento alla Fondazione Acropoli Alpina.
Il museo è raggiungibile dal Piazzale delle Divisioni Alpine (via Brescia) percorrendo la strada monumentale scavata nella roccia da alpini in armi tra il 1940 e il 1947 (la "Strada degli Alpini"), o in alternativa il sentiero pedonale cosiddetto "dell'amore".

## Interesse naturalistico
Il Doss Trento, dichiarato biotopo dalla Provincia autonoma di Trento, presenta un'associazione vegetale a Orno-ostrieto e numerose specie endemiche, delle quali alcune studiate dai botanici quali testimonianze di periodi antichi più caldi dell'attuale.
Le rocce di cui è composto sono calcari e marne risalenti all'Eocene medio-inferiore.
Fino alla prima metà degli anni 1990 il monte era accessibile agli automezzi mediante la vecchia strada che si arrampica attorno alla roccia sul lato settentrionale. Da quando il bosco è stato reso biotopo questa strada è aperta al pubblico solo a pedoni ed alle biciclette. Lo splendido parco sulla cima del Doss Trento rende questo luogo una meta ambita dai turisti o dai trentini che desiderano passare un po' di tempo all'aria aperta.